# Wenigerbach
Der Wenigerbach ist ein knapp 8,8 km langer, insgesamt etwa südwestwärts laufender, orografisch linker Zufluss des Naafbachs im Gemeindegebiet von Neunkirchen-Seelscheid im nordrhein-westfälischen Rhein-Sieg-Kreis und an dessen Rand.

## Name
Der Fluss wurde früher Dorst genannt (1555 die Dorst), was sich entsprechend von germanisch þursta- 'vertrocknet, dürr' (hieraus auch Durst) ableitet.

## Geographie

### Verlauf
Der im Naturpark Bergisches Land verlaufende Wenigerbach entsteht am Südrand von Nackhausen und speist auf seinem obersten Lauf nach Süden bei Oberdorst und Kuhlen einige Fischteiche. Südlich von Pütz verläuft das Bachbett dann ab Oberheister in einem bewaldeten Tälchen südwestlich in Richtung Seelscheid. Diesen Ort trennte der Bachlauf früher in Dorf Seelscheid und Berg Seelscheid. Der Ortsdurchfluss wurde in den 1950er-Jahren verrohrt, jedoch 2015 auf einer Strecke von 250 m renaturiert. \
Kurz nach dem Ortsausgang trieb der Bach früher die Dorfmühle an. Danach durchzieht der breiter werdende Wenigerbach ein unbewohntes und naturbelassenes Tal, das zum Naturschutzgebiet Naafbachtal rechnet. Wo darin früher die Knochenmühle stand, befindet sich heute eine Kläranlage für die Ortschaften um Rengert im Norden. In der Folge wendet sich der Bach langsam nach rechts und umfließt dann, ab hier Gemeindegrenze zu Lohmar im Süden und Westen, den Sporn Steinknippen des Bergrückens vor dem Naafbach, der sich von Seelscheid herab rechts des Tals herabzieht, und auf welchem der Ort Wahlen steht.
Auf seinem letzten guten halben Kilometer läuft der Wenigerbach nordwärts. Vor seiner Einmündung in den Naafbach stand bis in die 1970er Jahre die Weegermühle. 2012 wurde hier eine neue Brücke über den Bach errichtet.

### Zuflüsse
- Breitscheidersiefen, von links und Südosten auf etwa 131 m ü. NHN, ca. 0,9 km
- Kompsiefen, von links und Südosten auf etwa 127 m ü. NHN, ca. 1,0 km
- Wolfsbach, von links und Südosten auf etwa 118 m ü. NHN, ca. 1,6 km

## Bergbau
Im Wenigerbachtal finden sich noch Spuren alter Kupferbergwerke aus dem 16. bis 18. Jahrhundert (Erzgrube Walpot und Wolter-Plettenberg), Überreste eines Pochwerkes (Aufbereitungsanlage), Wassergräben und die Schlackenstreuung einer ehemaligen Kupferhütte. Heute noch sichtbare Zeugnisse des Bergbaus sind die umfangreichen Abraumhalden und verschütteten Stollen wie der Julianen Stollen, der Wasserlösungsstollen der Grube Walpot. Eine kleine Steinbogenbrücke zwischen Deesem und Wahlen, die um 1850 erbaut wurde, diente dem Transport des Erzes zur nächsten Eisenbahnstation.

## Wanderwege
Durch das untere Wenigerbachtal führen der Eisvogelweg und der Kräuterweg.